# Eumerus niehuisi
Eumerus niehuisi är en tvåvingeart som beskrevs av Doczkal 1996. Eumerus niehuisi ingår i släktet månblomflugor, och familjen blomflugor. Inga underarter finns listade i Catalogue of Life.